# Kumla GK
Kumla GK är en golfklubb i Närke.
Klubben bildades 1982 och banan invigdes för spel hösten 1986. Banan har karaktär av lätt kuperad parkbana. Den vänder sig närmast till medelgolfaren men utgör en utmaning även för scratchspelaren. Banan är i golfkretsar välkänd för tidig säsongsstart och lång spelsäsong. Klubbområdet ligger på platsen för den gamla Högtorps gård och gårdens manbyggnad utnyttjas för golfrestaurang. 
Banan går runt Nordsjön, som är ett numera vattenfyllt dagbrott från tiden under och efter andra världskriget, då oljehaltigt alunskiffer bröts för produktion av bensin med mera. Stora delar av banan utgörs av mark som återställts efter skifferbrytningen. Intill banan ligger den så kallade Kvarntorpshögen, vilken har skapats av skifferaska.